# モスクワ会談 (1942年)

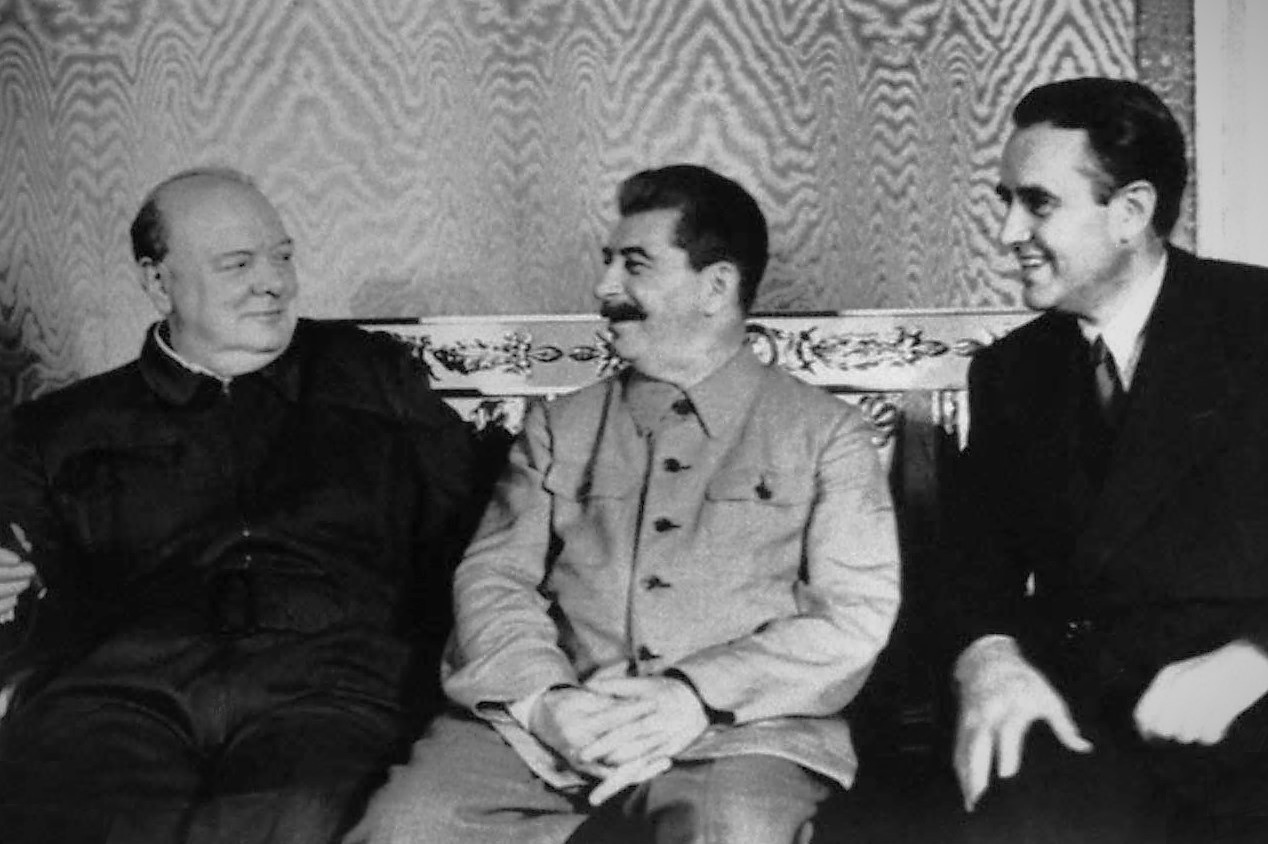
左よりチャーチル、スターリン、ハリマン

モスクワ会談（モスクワかいだん、ロシア語：Московская конференция）は、第二次世界大戦中の1942年8月12日から8月17日まで、ソ連のモスクワで開催された連合国側の会談である。モスクワでは1941年にも連合国側の会談が開催されており、この会談は第2回モスクワ会談と呼ばれる。
アメリカのW・アヴェレル・ハリマン大統領特使、イギリスのウィンストン・チャーチル首相、ソ連のヨシフ・スターリン書記長3人は、北アフリカ戦線の開始、北フランスへの上陸などを議論した。